# 미겔 텐디요
미겔 텐디요 벨렝게르(스페인어: Miguel Tendillo Belenguer, 1961년 2월 1일, 발렌시아 지방 몽카다 ~)는 스페인의 전 축구 선수로, 현역 시절 중앙 수비수로 활약하였다.
15시즌 넘게, 그는 370번의 라 리가 경기에 출전해 28골을 기록했는데, 이중 8년을 발렌시아에서, 5년을 레알 마드리드에서 보냈고, 두 구단 소속으로 도합 10번의 주요 대회 우승을 거두었다.
텐디요는 30번 가까이 스페인 국가대표팀 경기에 출전하여 한 차례 FIFA 월드컵과 한 차례 UEFA 유럽 축구 선수권 대회에 자국을 대표로 참가했었다.

## 클럽 경력
텐디요는 발렌시아 지방 몽카다 출신으로, 인근의 발렌시아에서 프로 무대 신고식을 치렀으며, 18세의 나이에 붙박이 주전으로 도약하여 첫 정규 시즌에 29번의 라 리가 경기에 출전하였는데, 동시에 UEFA 컵위너스컵을 석권하는 쾌거도 이루었다. 그는 아스널과의 이 대회 결승전에서 선발로 출전하였다.
발렌시아에서 300번 가까이 공식 경기에 출전한 텐디요는 동지가 1985-86 시즌을 끝으로 강등당하면서 레알 무르시아로 이적하였고, 이적 첫 해에 인상적인 활약을 펼치면서 리그 거함이자 오랜 기간 부상으로 빠진 안토니오 마세다의 대체자를 물색하던 레알 마드리드의 관심을 끌었다. 텐디요는 마드리드에서 5년 중 3년을 주전으로 활약하였고, 마드리드는 리그에서 3번 수페르코파 데 에스파냐에서도 3번 우승을 거두었다.
이후, 텐디요는 1992-93 시즌에 하위권 구단인 레알 부르고스로 이적하였지만, 소속 구단의 1부 리그 강등을 막지 못하였고, 시즌이 끝나고 32세의 나이로 현역에서 은퇴하였다. 은퇴 후, 그는 메스타야로 복귀하여 유소년부 기획자가 되었다.

## 국가대표팀 경력
텐디요의 첫 스페인 국가대표팀 출전 경기는 1980년 5월 21일, 쾨벤하운에서 20세가 되기 전에 출전한 덴마크와의 친선경기로, 2-2로 비겼다. 그 후, 그는 같은 해 UEFA 유럽 축구 선수권 대회에 참가하였고, 이어서 1982년 FIFA 월드컵에도 출전해 총 27번의 국가대표팀 경기에 뛰었는데, 이 중 전자에 참가한 대회에서는 우측 수비를 맡았었다.

### 국가대표팀 득점 기록
| #  | 날짜            | 경기장                          | 상대   | 점수 | 결과 | 대회     |
| -- | --------------- | ------------------------------- | ------ | ---- | ---- | -------- |
| 1. | 1982년 4월 28일 | 스페인 발렌시아 루이스 카사노바 | 스위스 | 1–0  | 2–0  | 친선경기 |

## 사생활
텐디요의 부친 미겔(1937년생)과 아들 알베르토(1995년) 모두 축구 선수로, 수비수이다. 아들 알베르토 또한 발렌시아 유소년부를 졸업하였다.

## 수상
발렌시아
- 코파 델 레이: 1978–79
- UEFA 컵위너스컵: 1979–80
- UEFA 슈퍼컵: 1980

레알 마드리드
- 라 리가: 1987–88, 1988–89, 1989–90
- 코파 델 레이: 1988–89
- 수페르코파 데 에스파냐: 1988, 1989, 1990